# Ceintures régionales des États-Unis
Les ceintures régionales du territoire américain (en anglais : belt regions of the United States ou simplement belt) définissent des régions des États-Unis partageant une caractéristique climatique, agricole, économique ou culturelle commune. À l'origine, le terme fut employé dans les années 1920 avec la Bible Belt pour définir une grande zone du sud des États-Unis marquée par un protestantisme rigoureux (qualifié aux États-Unis de fondamentalisme chrétien). Le terme de ceinture fut aussi employé pour définir de grandes zones agricoles du Midwest (Corn Belt, Grain Belt). Par la suite, le nom s'est étendu à d'autres régions partageant une ou plusieurs caractéristiques communes.
Ces régions, en particulier les non-agricoles, ne sont pas formellement définies, se chevauchent fréquemment et leurs limites ne sont pas strictement tracées. Et si elles regroupent plusieurs États américains, leurs limites correspondent rarement aux frontières de ceux-ci.
Le nom de certaines ceintures a été lancé par des promoteurs du tourisme, des écrivains ou d'autres et ont connu des fortunes diverses, certaines constituent encore aujourd'hui des néologismes.
Le terme ceinture ne renvoie pas à la notion de ce qui entoure mais plutôt de ce qui marque une limite, comme une ceinture d'un vêtement.

## Les huit ceintures
Les plus communément admises sont au nombre de huit :
- Bible Belt (« ceinture de la Bible »), située dans le grand sud, dans laquelle vivent un pourcentage élevé de personnes se réclamant d'un protestantisme rigoriste, appelé aux États-Unis fondamentalisme chrétien.
- Black Belt (« ceinture noire »), formant un large croissant du sud au sud-est des États-Unis et où vivent une forte proportion d'Afro-Américains.
- Corn Belt (« ceinture du maïs »), grande zone agricole du Midwest, aussi appelée Grain Belt (« ceinture du grain ») quelquefois appelée « Wheat Belt » (« ceinture du blé ») où la plupart des céréales et du soja américains sont produits.
- Frost Belt (« ceinture du gel ») situé dans le nord-est et Midwest.
- Jell-O-Belt (« ceinture de la Jell-O ») mais plus souvent appelé « corridor mormon », zone de l'Ouest où se sont installés les Mormons au XIXe siècle.
- Rice Belt (« ceinture du riz »), regroupant quatre États du Sud (Arkansas, Louisiane, Mississippi et Texas) dont la production agricole principale est le riz.
- Rust Belt (« ceinture de la rouille »), nommée jusque dans les années 1970 « Manufacturing Belt » (« ceinture des usines »), régions regroupant beaucoup d'industries lourdes et économiquement en difficulté, au nord-est et dans la région des Grands Lacs.
- Sun Belt (« ceinture du soleil »), se compose des États du sud et de l’ouest des États-Unis présentant un dynamisme économique et un cadre de vie agréable.

## Autres ceintures
Il existe d'autres noms de ceintures moins employés :
- Fruit Belt (« ceinture de fruit »), zones du Midwest et de l'État de Washington bénéficiant d'un micro-climat favorable à la culture de fruits ;
- Borscht Belt, région de vacances d'été de la communauté juive de New York dans les montagnes Catskill, dans la période d'après-guerre (jusqu'à la fin des années 1960) ;
- Cotton Belt (« ceinture du coton »), regroupant les États du Sud dont la production agricole principale était le coton ;
- Snow Belt (« ceinture de la neige »), regroupant les États du Nord / Nord-Est qui connaissent l'effet de bourrasques de neige en bordure des lacs ;
- Salt Belt (en) (« ceinture du sel »), composée des États du nord-est et du Midwest où les routes sont salées en hiver ;
- Stroke Belt (en) (« ceinture de la crise cardiaque »), région du Sud-Est des États-Unis où les crises cardiaques sont fréquentes ;
- Unchurched Belt (en) (« ceinture laïque »), région de l'Ouest, avec un faible taux de participation religieuse, par opposition à la Bible Belt.